# زینگهوفن
زینگهوفن (به آلمانی: Singhofen) یک شهر در آلمان است که در Verbandsgemeinde Nassau واقع شده‌است. زینگهوفن ۱٬۸۶۵ نفر جمعیت دارد.